# 八重瀬町立具志頭中学校
八重瀬町立具志頭中学校（やえせちょうりつ ぐしかみちゅうがっこう）は、沖縄県島尻郡八重瀬町にある公立（町立）中学校。

## 通学区域
八重瀬町字具志頭、八重瀬町字新城、八重瀬町字後原、八重瀬町字大頓、八重瀬町字玻名城、八重瀬町字安里、八重瀬町字与座、八重瀬町字仲座、八重瀬町字港川、八重瀬町字長毛